# Чемпионат мира по кибервелоспорту
Чемпионат мира по кибервелоспорту (официальное название — англ. UCI Cycling Esports World Championships) — ежегодный чемпионат мира по кибервелоспорту, проводимый под эгидой Международного союза велосипедистов (UCI). 

## История
В сентябре 2018 года на проходившем во время чемпионата мира по шоссейному велоспорт ежегодном конгрессе UCI было принято решение о включение в устав организацию онлайн-мероприятий, так называемого кибервелоспорта. Год спустя меду UCI и компанией Zwift было подписано соглашение об организации первого чемпионата мира в 2020 году. В конце августа 2020 года были озвучены даты проведения первого чемпионата мира.
В начале 2020 года из-за пандемии COVID-19 на несколько месяцев были отменены все соревнования. Для поддержания формы в условиях карантинных ограничений гонщикам приходилось использовать велотренажеры. А несколько известных велогонок (такие как Тур де Франс, Джиро д’Италия, Тур Фландрии, Тур Швейцарии) прошли в виртуальном формате, что придало чемпионату мира по кибервелоспорту непредвиденную актуальность.
Для чемпионата мира был разработан новый дизайн радужной майкой в котором сохранены культовые радужные полосы, но присутствует пиксельный дизайн, отражающий эту новую цифровую дисциплину. Она вручается каждому чемпиону — виртуальная майка для его аватара и реальная версия для самого гонщика в которой он будет присутствовать на киберспортивных мероприятий UCI Cycling Esports до следующего чемпионата мира.
Первый чемпионат мира состоялся в начале декабря 2020 года на платформе Zwift и включал только однодневные групповые гонки среди мужчин и женщин в категории Элита. Приглашения для участия в нём выдавались на основе нескольких показателей национальным федерация и в виде уайлд-кард персонально определённым гонщикам. Участие в чемпионате помимо специалистов по кибервелоспорту, также приняли гонщики мирового класса, специализирующиеся в шоссейном велоспорте и велокроссе. Все участник соревновались удалённо, располагаясь у cебя дома или на тренировочных базах. Его победителями стали немец Джейсон Осборн (олимпийский чемпион 2020 года в академической гребле на двойке парной) среди мужчин и южноафриканка Эшли Молман среди женщин.
Второй чемпионат состоялся в феврале 2022 года снова на платформе Zwift. Теперь для участия в нём, помимо автоматических приглашений национальным федерациям стали проведить континентальные квалификационные турниры.
Третий чемпионат мира в феврале 2023 году состоялся в новом формате, который постепенно сокращал число участников в течение трёх гонок. Призовой фонд победителей составил 8000 евро. Виртуальная трасса была создана по образцу Глазго и его окрестностей, где в августе 2023 проводился чемпионат мира по шоссейному велоспорту.
В мае 2023 года UCI объявил тендер на провдение чемпионата мира с 2024 по 2026 год который достался компании MyWhoosh, базирующийся в ОАЭ. Особенностью этих чемпионатов мира станет физическое присутствие всех участников финальных сосревнований в одном и том же месте — Абу-Даби.

## Места проведения
| Год  | Платформа     | Мир           |
| ---- | ------------- | ------------- |
| 2020 | Zwift         | Watopia       |
| 2021 | На проводился | На проводился |
| 2022 | Zwift         | New York      |
| 2023 | Zwift         | Scotland      |
| 2024 | MyWhoosh      |               |
| 2025 | MyWhoosh      |               |
| 2026 | MyWhoosh      |               |

## Призёры

### Мужчины
| Год  | Победитель       | Второй           | Третий               |
| ---- | ---------------- | ---------------- | -------------------- |
| 2020 | Джейсон Осборн   | Андерс Фольдагер | Никлас Амди Педерсен |
| 2022 | Джей Вайн        | Фредди Оветт     | Джейсон Осборн       |
| 2023 | Бьёрн Андреассен | Джейсон Осборн   | Марк Мэдинг          |
| 2024 | Джейсон Осборн   | Lionel Vujasin   | Kasper Borremans     |
| 2025 |                  |                  |                      |
| 2026 |                  |                  |                      |

### Женщины
| Год  | Победитель    | Второй         | Третий         |
| ---- | ------------- | -------------- | -------------- |
| 2020 | Эшли Молман   | Сара Джиганте  | Сесилия Хансен |
| 2022 | Лоэс Адегест  | Сесилия Хансен | Зои Ленгем     |
| 2023 | Лоэс Адегест  | Зои Ленгем     | Жаки Годбе     |
| 2024 | Кейт Маккарти |                | Kathrin Fuhrer |
| 2025 |               |                |                |
| 2026 |               |                |                |